# Fujimino
Fujimino (ふじみ野市, Fujimino-shi) est une ville de la préfecture de Saitama, au Japon.

## Géographie

### Situation
Fujimino est située dans le sud-est de la préfecture de Saitama, au sud de la ville de Kawagoe.

### Municipalités limitrophes
| Kawagoe | Kawagoe  | Fujimi |
| Kawagoe | Fujimino | Fujimi |
| Kawagoe | Miyoshi  | Fujimi |

### Démographie
En 2010, la population de la ville de Fujimino était de 105 565 habitants pour une superficie de 14,64 km2. En janvier 2021, la population était de 114 557 habitants.

### Hydrographie
Fujimi est bordée par la rivière Shingashi au nord-est.

## Histoire
Fujimino a été fondée le 1er octobre 2005 par la fusion de la ville de Kamifukuoka et du bourg d'Ōi (district d'Iruma).

## Transports
Fujimino est desservie par la ligne Tōjō de la compagnie Tōbu à la gare de Kami-Fukuoka.